# نارانپاناوه کاراگاستنا
نارانپاناوه کاراگاستنا (انگلیسی: Naranpanawe Karagastenna) یک منطقه مسکونی در کشور سری‌لانکا است.